# 버들로
버들로(Burdro)는 충청남도 천안시 [[동남구] 중앙동 천안역앞 교차로에서 충청남도 천안시 동남구 원성동 도로원점삼거리를 잇는 도로이다.

## 주요 경유지
충청남도
- 천안시 동남구 중앙동 - 원성동

## 노선 경로
| 이름            | 접속 노선               | 경유지 | 경유지 | 경유지 | 비고 |
| --------------- | ----------------------- | ------ | ------ | ------ | ---- |
| 천안역앞 교차로 | 대흥로                  | 천안시 | 동남구 | 중앙동 |      |
| 버들육거리      | 중앙로                  | 천안시 | 동남구 | 중앙동 |      |
| 교보사거리      | 충절로                  | 천안시 | 동남구 | 원성동 |      |
| 원동교          |                         | 천안시 | 동남구 | 원성동 |      |
| 도로원점삼거리  | 국도 제1호선 (천안대로) | 천안시 | 동남구 | 원성동 |      |

## 주요건물및 시설
- 천안역 지하쇼핑몰 (버들로 2/ 대흥동 30-7)
- IBK기업은행 문화동지점(버들로 16/문화동 139-2)
- 이마트24 천안그랑데점 (버들로 23/문화동 67-4)
- 촤우창 치과의원 (버들로 23/문화동 67-4)
- 아이비클럽 (버들로 33/문화동 103-3)
- 동남구보건소 (버들로 34/문화동 112-14)
- 동남구보건소 치매안심센터팀 (버들로40/문화동 112-15)
- 경여당 중국의원 (버들로 59/원성동 266-3)
- 천안제일고등학교 (버들로 71/원성동 260)
- 현대자동차천안동부대리점 (버들로 118/원성동 508-1)
- 애니오토 (버들로 122/원성동 507-1)
- 쌍용스토아 (버들로 123/원성동 504-1)
- CU 원성타운점 (버들로 136/원성동 517-2)
- 경인렌트카 (버들로 156/원성동 526-1)
- 삼진카센터 (버들로 158/원성동 526-2)
- 타이어뱅크 (버들로 158/원성동 526-13)
- GS25 천안역점 (버들로 238/대흥동 96-1)

## 같이 보기
- 천안시